# Schaesberg (heuvel)

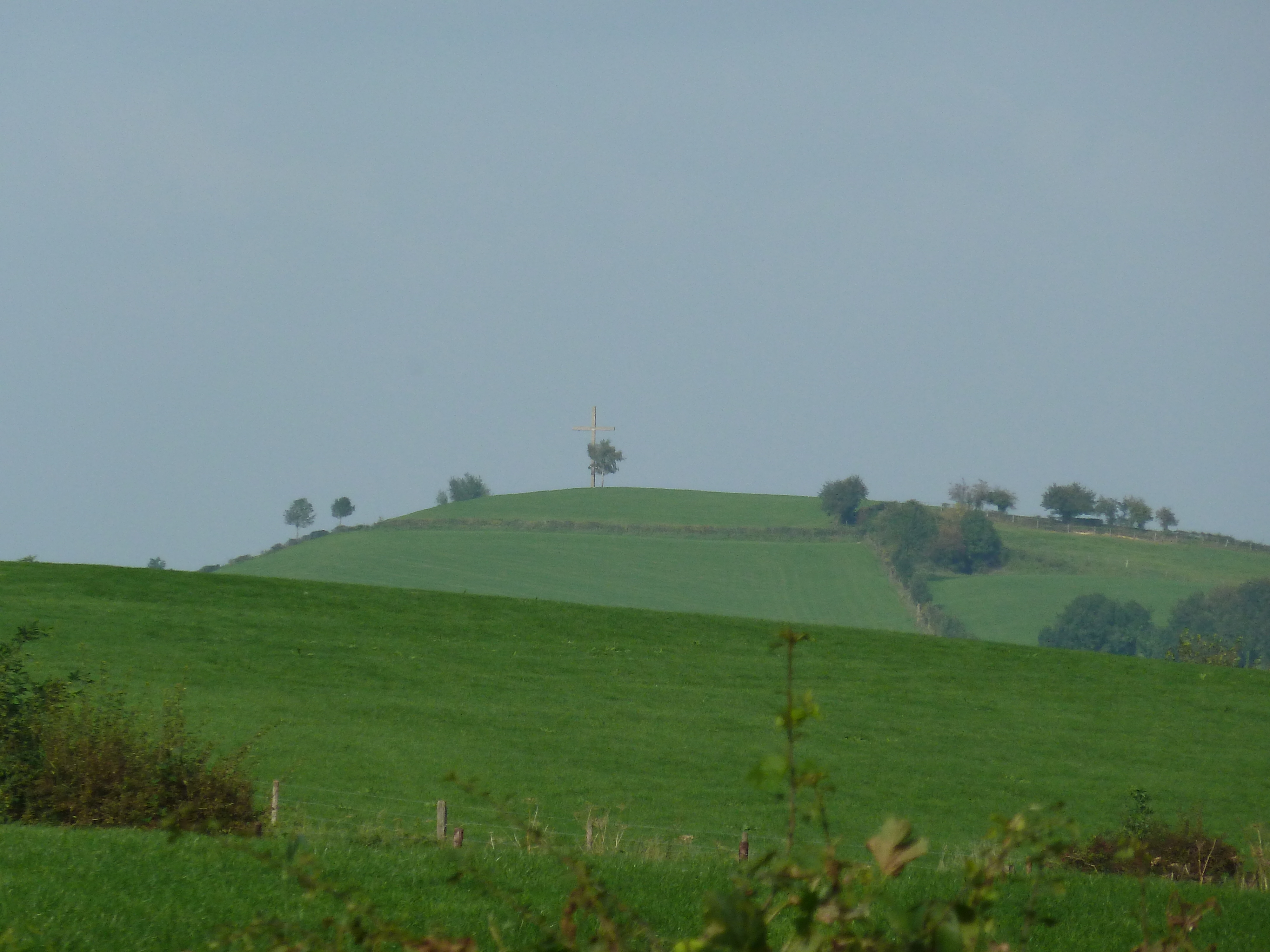
De Schaesberg gezien vanuit het zuidwesten

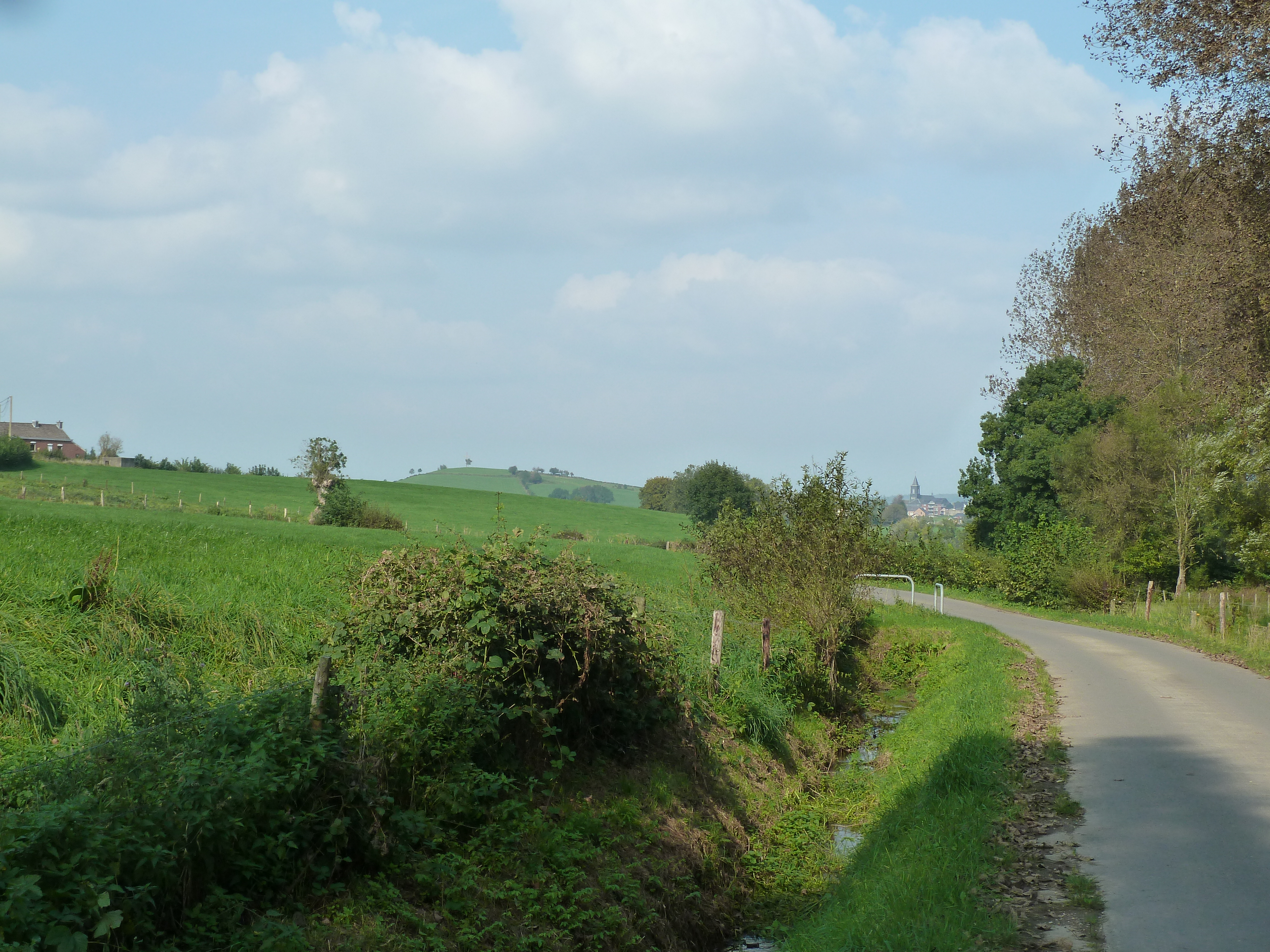
De heuvel vanaf een afstand

De Schaesberg (Limburgs: Sjaasberg) is een vrijstaande heuvel bij Homburg in de gemeente Plombières in de Belgische provincie Luik. De heuveltop ligt ongeveer 200 meter ten noordwesten van het dorp dat aan de voet van de heuvel ligt. De heuvel heeft een hoogte van 304 meter boven zeeniveau. Boven op de heuvel heeft men een kruis geplaatst dat vanaf de wijde omtrek te zien is.
De heuvel ligt vrijstaand in het landschap in het verlengde tussen twee heuvelruggen in. Deze twee heuvelruggen liggen van noord naar zuid en scheiden de stroomgebieden van de Gulp (in het westen) en de Geul (in het oosten). De naar het noorden gaande heuvelrug is het Plateau van Crapoel met daarop het Beusdalbos. De naar het zuiden gaande heuvelrug is onderdeel van het Plateau van Herve en loopt naar Hendrik-Kapelle.
Om de heuvel loopt van de westzijde via het noorden tot de noordoostzijde een voormalige spoorlijn.

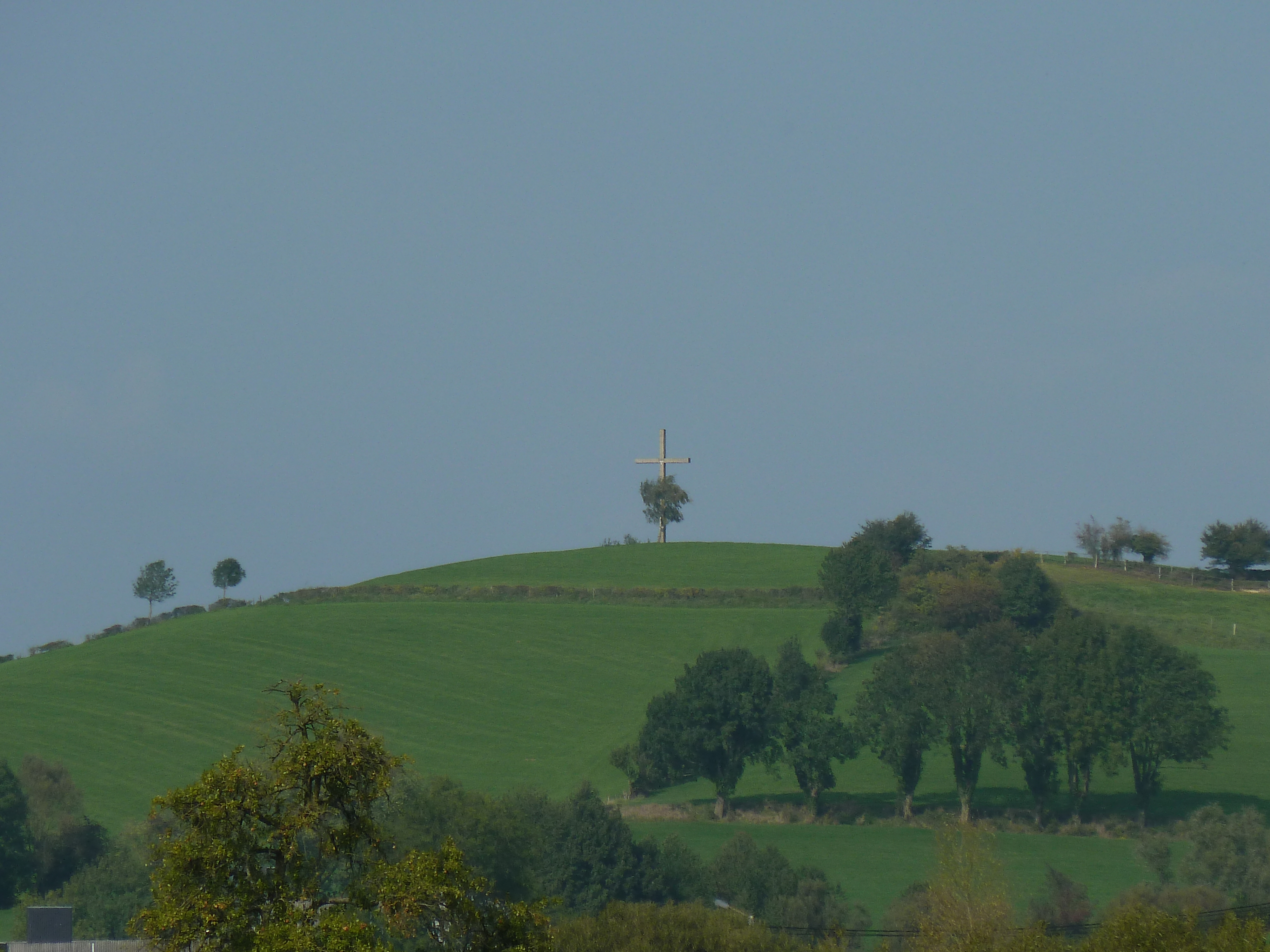
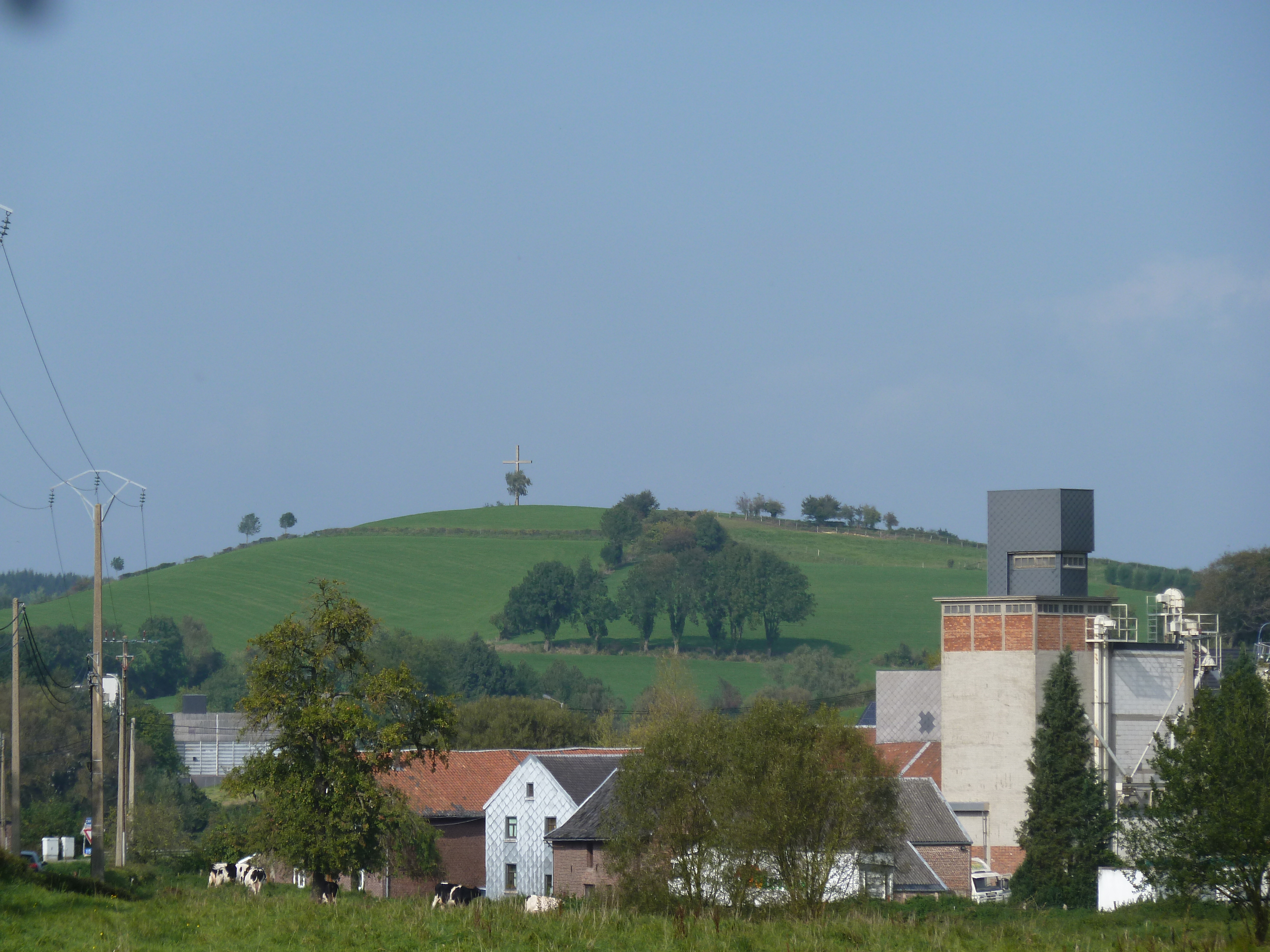